# 基督教會座堂 (萊辛頓)
基督教會座堂（Christ Church Cathedral）是位於美國肯塔基州萊辛頓市場街166號的一座美國聖公會的教堂，創建於1796年，是肯塔基州最古老的聖公會教堂。基督教堂座堂是聖公會萊辛頓教區的座堂，外觀為哥特復興式建築。

## 外部連結
- Christ Church Cathedral （页面存档备份，存于）